# Salomon Bochner
Salomon Bochner (Cracovia, 20 agosto 1899 – Houston, 2 maggio 1982) è stato un matematico polacco naturalizzato statunitense.
Elaboratore dell'integrale di Bochner e del teorema di Bochner, fu autore di fondamentali opere come Variabili complesse molteplici (1948).